# Slobodanka Tuvić
Slobodanka Tuvić, coniugata Maksimović (in serbo Слободaнкa Тувић-Мaксимовић?; Novi Sad, 19 settembre 1977), è un'ex cestista serba, professionista nella WNBA.

## Carriera
Con la Jugoslavia ha disputato tre edizioni dei Campionati europei (1997, 1999, 2001).
Con la Serbia e Montenegro ha disputato i Campionati europei del 2003.